# Монастырь Святого Власия
Монастырь Святого Власия (алб. Manastiri i Shën Vlashit, греч. Ιερά Μονή του Αγίου Βλασίου, также именуемый Новый монастырь святого Власия, алб. Manastiri i Ri i Shën Vlashit или просто Шен Вляш, алб. Shën Vlash) — монастырь Албанской православной церкви, расположенный в деревне Шенавляш (Shënavlash) округа Дуррес в Албании.

## История
Церковь, посвящённая святому Власию, появилась в этом месте ещё в XVI веке, а возможно и раньше.
В 1950 году в монастыре были поселены русские монахини во главе с схиигуменией Марией (Дохторовой), которые были изгнаны из Югославии «в полчаса без церковных книг и церковного имущества» после резкого охлаждения отношений между СССР и Югославией. Из монастыря они написали обращение секретарю Московской Патриархии Л. Н. Парийскому: «Нас изгнали из Югославии, потому что мы подданные СССР и потому, что мы не скрывали, что любим свою родину. Мы в Албании. Здесь нас очень хорошо приняли и гражданские и церковные власти, но Вы можете понять, как прискорбно не понимать языка, на котором совершается богослужение».
29 мая 1951 года монастырь посетили епископ Херсонский и Одесский Никон (Петин) и протоиерей Павел Цветков, описав монастырь так:

29 мая, последовало памятное для нас путешествие в небольшой старинный монастырь св. Власия, расположенный на горе близ Дурреса. У подножия горы наши автомашины остановились, и мы стали подниматься к монастырю пешком. В это время из монастыря навстречу нам вышли временно проживающие здесь русские монахини, во главе с игуменией Марией, с пением «Ангел вопияше…» и «Светися…» С пасхальным настроением вошли мы в монастырский храм и совершили в нем Божественную литургию. После молебна св. Власию нам предложили монастырскую трапезу, а затем мы осматривали монастырские помещения. Когда мы направились затем к своим автомашинам, монахини провожали нас до самого подножия горы с пением пасхального канона.

Монахини просили о возвращении в СССР. Было возбуждено ходатайство о въезде инокинь в СССР и размещении в одном из женских монастырей, но в 1951 году глава МИД А. Я. Вышинский сообщил Г. Г. Карпову, что его ведомство согласно с мнением Совета по делам Русской православной цереви о нецелесообразности въезда монахинь и их священника на территорию СССР. В сложившейся ситуации сёстры, отказавшись от выезда во Францию или в США, запросили содействия их размещения в Болгарии, куда они и прибыли в 1954 году. После этого монашеская жизнь жизнь в монастыре Святого Власия прекратилась.
4 апреля 1967 года была начата жестокая антирелигиозная кампания. Постановлением ЦК партии труда от 22 ноября 1967 года Албания была провозглашена первым в мире атеистическим государством, где Конституцией было запрещено любое выражение религиозного культа. Было принято снести монастырь. Однако местные жители, которых предполагалось привлечь к сносу, отказались разрушать монастырь. Тогда разрушители привлекли комсомольцев из другого города и пришли в монастырь тайно. Монастырь Святого Власия был первым объектом культуры, который был разрушен, а после него были уничтожены другие культовые объекты всех религий.
Но и после разрушения православные продолжали посещать это место, зажигать свечи по периметру разрушенных церквей и молиться здесь. По словами митрополита Иоанна (Пелюши), «сохранился только фрагмент одного здания — часть двух стен без крыши — и несколько деревьев. Вы бы даже не смогли угадать формы бывшей церкви! Но люди тайно ночью продолжали подниматься на гору, чтобы помолиться. Это место считалось священным».
В 1996 году монастырь был возрождён и в том же году сюда переехала основанная в 1992 году Свято-Воскресенская духовная семинария Албанской Православной Церкви. Восстановление храма и прилегающего комплекса продолжалось до 2001 года. Семинария была преобразована в духовную академию, причём обучаются в неё не только мужчины, но и женщины; создан медпункт при монастыре, а также открыт приют для сирот.
C 15 по 21 июля 2003 года в Свято-Воскресенской духовной академии, расположенной в монастыре Святого Власия в Дурресе, прохошла 17-я юбилейная Генеральная ассамблея Всемирного православного братства молодежи «Синдесмос».
3-4 ноября 2006 года в монастыре Святого Власия состоялся церковно-народный Собор, обсуждавший вопросы церковной жизни в стране.
С 16 по 23 сентября 2011 года в монастыре состоялось заседание Смешанной комиссии по англикано-православному богословскому диалогу.
В 2016 году Пётр Давыдов описывал монастырь: «Монастырь „Shen Vlash“ — святого Власия — знают в Дурресе, наверное, все. Восстановленный, он с достоинством возвышается над городом в нескольких километрах от центра. Эти несколько километров, по словам отца Николая Нуши, монастырского священника, никоим образом не преграда для всех тех, кто приходит или приезжает сюда из Дурреса или же из других концов Албании, да, впрочем, и из других балканских стран». На тот момент в монастыре проживал только один монах — епископ Николай (Хюка).